# Amo de possessió
Amo és el nom que rep a Mallorca l'arrendatari d'una possessió (unitat territorial de gestió agrària que té com a centre ses cases, lloc on hi ha la residència de l'amo, dels treballadors (missatges) i sovint la residència temporal del propietari (senyor).
Històricament hi va haver arrendataris que eren comerciants que llogaven les possessions per produir oli i comercialitzar-lo. Però la figura de l'amo, com arrendatari pagès, es va fer absolutament general a principis del segle xix. Es constituïren veritables nissagues d'amos de possessió que romanien algunes generacions a la mateixa possessió o a possessions del mateix senyor. Aquests amos eren els que gestionaven la major part de la propietat (el senyor podia retenir sota el seu control directe determinats aspectes: les caceres, els pinars, el carbó, les rotes, etc.) i que llogaven els jornalers.
Molt sovint els amos consolidaren posicions econòmiques acomodades. En aquestes circumstàncies era normal que esdevinguessin també propietaris i que els seus fills s'incorporassin a les professions liberals o a la carrera eclesiàstica. A la segona meitat del segle xix, coincidint amb la dinàmica exportadora de l'agricultura mallorquina, els amos, conjuntament amb els senyors pagesos (propietaris rurals residents a les mateixes viles, a diferència de l'aristocràcia i la gran propietat en mans de ciutadans) i els pagesos propietaris, es convertiren en els grups socials dominants a la majoria de municipis rurals. Aquest domini era econòmic, social i polític. Amb la instauració del sistema de sufragi (primer censitari i després universal) el control polític dels amos i pagesos rics es va fer més evident, ocupant sovint les batlies i regidories. És en aquesta època que hom parla a Mallorca de la implantació d'un sistema caciquista molt articulat.
Els amos de possessió mantengueren el seu prestigi i influència fins als anys cinquanta i seixanta del segle xx, quan els canvis econòmics generats per l'economia turística trasbalsaren per complet el món rural mallorquí.